# Liste de points extrêmes du Kosovo

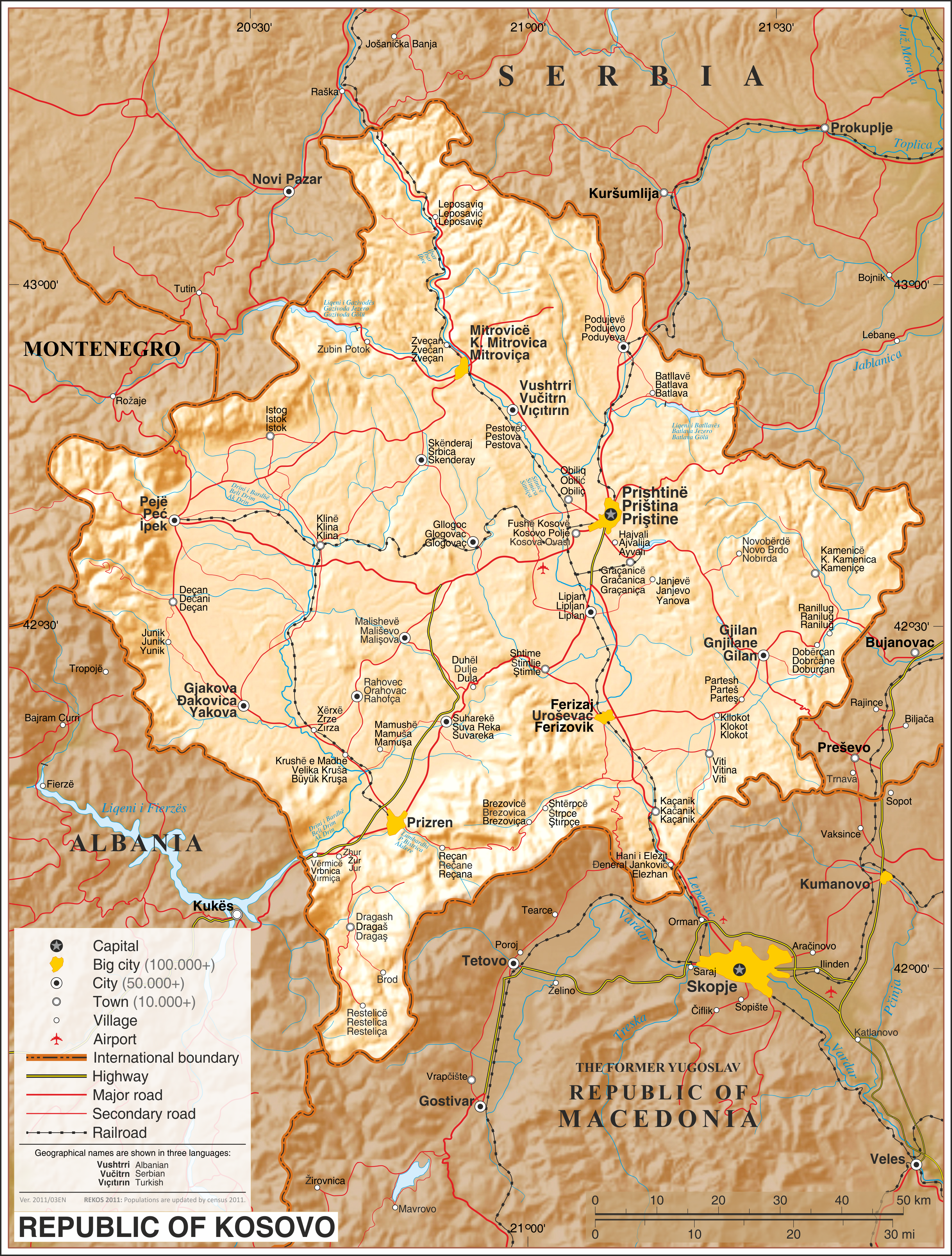
Carte topographique du Kosovo

Voici une liste de points extrêmes du Kosovo.

## Latitude et longitude
- Nord : À proximité du Pic Pancic (43° 17′ N, 20° 53′ E)
- Sud :  À 20 kilomètres au sud de la ville de Dragas 41° 52′ N, 20° 34′ E)
- Ouest : À 25 kilomètres de la ville de Peć (39° 42′ N, 19° 58′ E)
- Est :  Au sud-est du Pic Ravs (39° 39′ N, 21° 47′ E)

## Altitude
- Maximale :
- Minimale :